# Charles Goutant
Charles Goutant, né le 15 octobre 1847 à Liart et mort le 2 décembre 1906 à Sedan, est un homme politique français.

## Biographie
Architecte, il est conseiller municipal de Mézières, conseiller général des Ardennes élu dans le canton de Mézières de 1892 à 1898, puis dans celui d'Attigny de 1898 à 1904, et enfin président du conseil général de 1902 à 1904. Il est élu sénateur des Ardennes en 1898, inscrit au groupe de la Gauche démocratique, et le demeure jusqu'à sa mort.
Il est rapporteur du budget des conventions.
Il décède dans un tragique accident, en se rendant à des obsèques, en descendant d'un train en marche après avoir raté un arrêt. 

## Sources
- « Charles Goutant », dans le Dictionnaire des parlementaires français (1889-1940), sous la direction de Jean Jolly, PUF, 1960 [détail de l’édition]